# Macrothele vidua
Espèce
Macrothele vidua est une espèce d'araignées mygalomorphes de la famille des Macrothelidae.

## Distribution
Cette espèce est endémique du Bengale-Occidental en Inde. Elle se rencontre dans le district de Darjeeling.

## Description
La femelle holotype mesure 30 mm.

## Publication originale
- Simon, 1906 : Arachnides (2e partie). Voyage de M. Maurice Maindron dans l'Inde méridionale. 8e Mémoire. Annales de la Société Entomologique de France, vol. 75, p. 279-314 (texte intégral).